# Демаре, Поль
Поль Демаре́ (4 января 1927 года, Садбери, Онтарио, Канада — 8 октября 2013 года, Сагард, Квебек, Канада) — канадский бизнесмен и миллиардер. Четвёртый канадец в рейтинге журнала «Forbes» 2011 года. Компаньон Ордена Канады.

## Биография
Поль Демаре родился в семье Жан-Ноеля Демаре и Лебеа Лафорест. Он был сыном юриста, а по имени его дедушки, плотника Ноеля Демаре назван город Ноелвилл в Северном Онтарио. В 1949 году Демаре получил степень бакалавра в Оттавском университете.
Демаре вернулся в Садбери и стал руководить автобусной компанией отца (Sudbury Bus Lines), которая в то время была почти банкротом. Под его руководством компания стала эффективной. В конце 1950-х годов Демаре владел и управлял автобусной компанией в Гатино (Gatineau Bus Lines), а в начале 1960-х годов переехал в Монреаль, где взялся за управление квебекской автобусной компанией (Québec Autobus). В 1961 году Демаре выкупил компанию Provincial Transport, в 1964 — Gelco Enterprises, а в 1965 — Trans-Canada Corp Fund. Последнее приобретение стало первым конгломератом в активах Поля Демаре. Он получил контроль над несколькими ежедневными и еженедельными газетами, включая La Presse, ведущую газету на французском языке, издаваемую в Монреале, и CKAC — крупнейшее радио на французском. Также с этим приобретением Демаре стал владельцем компании Imperial Life, крупнейшей страховой компании Торонто.
В 1968 году принадлежащая Демаре Trans-Canada Corp Fund стала владельцем пакета акций Power Corporation of Canada (Power Corp), а сам Демаре стал исполнительным директором компании, которым он оставался до 1996 года, когда эту позицию заняли его сыновлья Поль-младший и Андре. Компания владеет пакетами акций компаний Total, Lafarge и Pernod Ricard
В 1978 году Демаре стал офицером ордена Канады, а в 1986 году — компаньоном Ордена. В 2008 году Николя Саркози произвёл Поля Демаре в кавалеры Большого креста Ордена Почётного легиона
В 1953 году Поль Демаре женился на Жаклин Маранж. У них было четверо детей: Поль-младший (1954), Андре (1956), Луис (1959), Софи (1962). Он владел участком площадью 75 км² в Сагарде, небольшом населённом пункте в регионе Шарлевуа. В 2005 году он построил там деревянную католическую церковь.